# گاه‌شمار تاریخ نیشابور

## سدهٔ بیستم

### دههٔ ۱۹۳۰
- ۹ تیر ۱۳۰۹: تشکیل ادارهٔ ثبت در نیشابور.[۱]
- صنعت برق در نیشابور، برپا شد.
- ۱۳۱۱: تأسیس دبستان شاهدخت، نخستین آموزشگاه نوین ویژهٔ دختران در نیشابور؛ امروزه اثری از آن به‌جانمانده.[۲]
- ۱۹۳۵-۴۰م نخستین برنامه‌های باستان‌شناسی در نیشابور به‌دست موزهٔ هنر کلان‌شهر نیویورک انجام گرفت.[۳]

### دههٔ ۱۹۴۰
- ۱۸ اوت ۱۹۴۰م/ ۲۷ مرداد ۱۳۱۹: کمال‌الملک پس از مدت‌ها زندگی در روستای حسین‌آباد درگذشت و پیرامون آرامگاه عطار دفن شد.[۴]
- ۱۹۴۰: سینما «ایران»، نخستین سینمای نیشابور ساخته شد.[۵]
- ۱۹۴۰: صنعت چاپ راه افتاد.[۶]
- ۱۹۴۰: گشایش دبیرستان عمر خیام و سینما خیّام.
- ۱۹۴۵م/ ۱۳۲۳: نخستین دستگاه اتوبوس مسافربری به نیشابور درآمد.[۷]
- پایان ۱۹۴۷ و آغاز ۴۸ (زمستان ۱۳۲۶)، آخرین فصل کاوش‌های باستان‌شناسی موزه متروپولیتن نیویورک در نیشابور.[۳]

### دههٔ ۱۹۵۰
- در ۱۹۵۰م/ ۱۳۲۹، شهرستان نیشابور مرزبندی و مستقل سیاسی شد.[۸]
- ۲۳ ژوئیه ۱۹۵۶م/ ۱ مرداد ۱۳۳۵: ایستگاه قطار نیشابور با حضور محمدرض اشاه‌ پهلوی رسماً گشایش یافت.[۹]

### دههٔ ۱۹۶۰
- ۱ آوریل ۱۹۶۳م/ ۱۲ فروردین ۱۳۴۲: از آرامگاه‌های نوساختهٔ عمر خیّام و کمال الملک و آرامگاه بازساختهٔ عطار به‌دست شهبانو فرح و محمدرضا شاه پهلوی رونمایی شد.[۱۰]
- ۱۳ اردیبهشت ۱۳۴۳/ ۳ مه ۱۹۶۴: ساختمان ۵ آموزشگاه ابتدایی توسط سپاهیان دانش قراء اطراف نیشابور پایان یافت.
- ۹ اسفند ۱۳۴۳/ ۲۸ فوریه ۱۹۶۵: اسناد مالکیت شش هزار و دویست و دو کشاورز مشهد، نیشابور، سبزوار، تربت حیدریه، فردوس، طبس و درگز به نمایندگان زارعین تسلیم شد.
- ۱۹۶۶م/ ۱۳۴۵ دستگاه خودکار چاپ (هایدلبرگ) در نیشابور راه افتاد.[۶]
- ۲۰ اسفند ۱۳۴۴/ ۱۱ مارس ۱۹۶۶: ساختمان راه ۱۴۰ کیلومتری نیشابور- کاشمر در خراسان آغاز شد.
- ۴ آبان ۱۳۴۶/ ۲۶ اکتبر ۱۹۶۷: گشایش راه ستارخان- خسروآباد در نیشابور؛ گشایش درمانگاه شیر و خورشید سرخ نیشابور؛ گشایش ۱۰۶ طرح عمرانی از قبیل پل و میدان و خیابان و مدرسه در نیشابور.[۱۱]
- ۶ امرداد ۱۳۴۸/ ۲۸ ژوئیه ۱۹۶۹: مهمانسرایی در نیشابور گشایش یافت.

### دههٔ ۱۹۷۰
- تصوّف در نیشابور که ریشه‌ای کهن از سده‌های نخستین اسلامی داشته است، در این دهه با ستیزهای «محمدرضا محقق نیشابوری» و سید ابوالفضل برقعی قمی[۱۲] برچیده شد.
- ۳۰ خرداد ۱۳۵۴/ ۲۰ ژوئن ۱۹۷۵: در بیست و چهارمین دوره مجلس شورای ملی، علی‌احمد خورشید به نمایندگی برگزیده شد.
- ژوئن ۱۹۷۸م/ تیر ۱۳۵۷: فریدون گرایلی اثر خود به‌نام نیشابور، شهر فیروزه نشر داد که نخستین کتابی بود که در دوران نوین دربارهٔ تاریخ نیشابور نگاشته شده است.[۱۳]
- ژوئیه ۱۹۷۹/ مرداد ۱۳۵۸: پانزدهمین گردهمایی جهانی پیش آهنگان برنامه‌ریزی شده بود که در این تاریخ در نیشابور برگزار شود که به سبب بی‌ثباتی سیاسی-اداریِ پس از انقلاب، لغو شد.[۱۴]

### دههٔ ۱۹۸۰
- ۲ مرداد ۱۳۶۶/ ۲۴ ژوئیه ۱۹۸۷م: سیل بوژان رخ داد و بر اثر آن حدود ۴۰۰ نفر کشته شدند.

### دههٔ ۱۹۹۰
- ۱۹۹۳م/ ۱۳۷۲: نیروگاه سیکل ترکیبی نیشابور به‌راه افتاد.[۱۴]
- ۱۳ مارس ۱۹۹۷/ ۲۳ اسفند ۱۳۷۵: یک فروند هواپیمای سی-۱۳۰وابستهٔ نیروی هوایی ارتش ایران که از دزفول به مشهد می‌رفت، در نزدیکی کوه شیرباد سقوط کرد و ۸۶ سرنشین آن کشته شدند.
- ۱۹۹۹م/ ۱۳۷۸: ساخت افلاک‌نمای عمر خیام اجرایی شد.

### دههٔ ۲۰۰۰
- ۳۱ خرداد ۱۳۸۰/ ۲۱ ژوئن ۲۰۰۱: از رئیس جمهور خاتمی در نیشابور استقبال بزرگی شد.[۱۵][۱۶]
- ژوئن و اوت ۲۰۰۳: همزمان با گفتگوهای مقام‌داران محلی نیشابور در اعتراض به تقسیم استان خراسان، آشوب‌های خیابانی نیز شدت گرفت.[۱۷][۱۸]
- ۱۸ فوریه ۲۰۰۴/ ۲۹ بهمن ۱۳۸۲: فاجعه قطار نیشابور در ساعت ۰۹:۲۰ صبح، در نزدیکی ایستگاه خیام در ۱۷ ک. م شرق ایستگاه مرکزی شهر نیشابور رخ داد که در پی آن ۲۹۵ کشته و ۴۶۰ نفر زخمی شدند که از این فاجعه به‌عنوان بزرگترین حادثهٔ راه‌آهن در ایران یاد می‌شود؛ فرماندار (مجتبی فرهنمندنکو)، معاون فرماندار (غلامپور)، رئیس اداره برق (خاکباز) و رئیس اداره آتش‌نشانی نیشابور و ۱۴ نفر از امدادگران آتش‌نشانی جزو کشته شدگان این حادثه بودند.[۱۹][۲۰]

### دههٔ ۲۰۱۰
- ۱۹ ژانویه ۲۰۱۲/ ۲۹ دی ۱۳۹۰: زلزله‌ای با حداکثر دامنهٔ ۶ ریشتری به مدت ۷ ثانیه در عمق ۱۰ ک. م سطح زمین، حوالی باغرود در ۱۱ ک. م شمال شهر نیشابور را لرزاند که با ۱۲۵ پس لرزه همراه بود، یک کشته و ۲۴۹ زخمی به جای گذاشت.[۲۱]
- ۷ مارس ۲۰۱۶/ ۱۷ اسفند ۱۳۹۴: نیشابور پس از اهواز، دومین پایتخت کتاب ایران برای سال ۱۳۹۵ برگزیده شد.[۲۲][۲۳]
- در فاجعهٔ شلوغی‌های منا (۱۳۹۴) (۲۴ سپتامبر ۲۰۱۵) در مکه، ۴۴ نفر از زائران نیشابوری جان باختند که بیشترین آمار جان‌باختگان ایرانی برپایه شهرستان را دربرمی‌گیرد.[۲۴]
- ۳۱ مه ۲۰۱۶/ ۱۱ خرداد ۱۳۹۵: نابه‌سامانی مدیریتی در شهرداری نیشابور که با دگرگونی‌های پیاپی منصب شهرداریِ نیشابور از ۲۰۱۲/ ۱۳۹۰ تا ۲۰۱۶/ ۱۳۹۵ جریان داشت در این تاریخ با عزل «سیّد عباس حسینی» و محکومیت او، آرام گرفت.[۲۵]
- سپتامبر ۲۰۱۶/ شهریور ۱۳۹۵: نخستین هتل در نیشابور افتتاح شد.[۲۶][۲۷]
- ۳۰ سپتامبر ۲۰۱۶/ ۹ مهر ۱۳۹۵: اعدام در ملاءِ عامِ قاتلِ «کیانا کوچولو»؛[۲۸][۲۹]